# 오를레앙

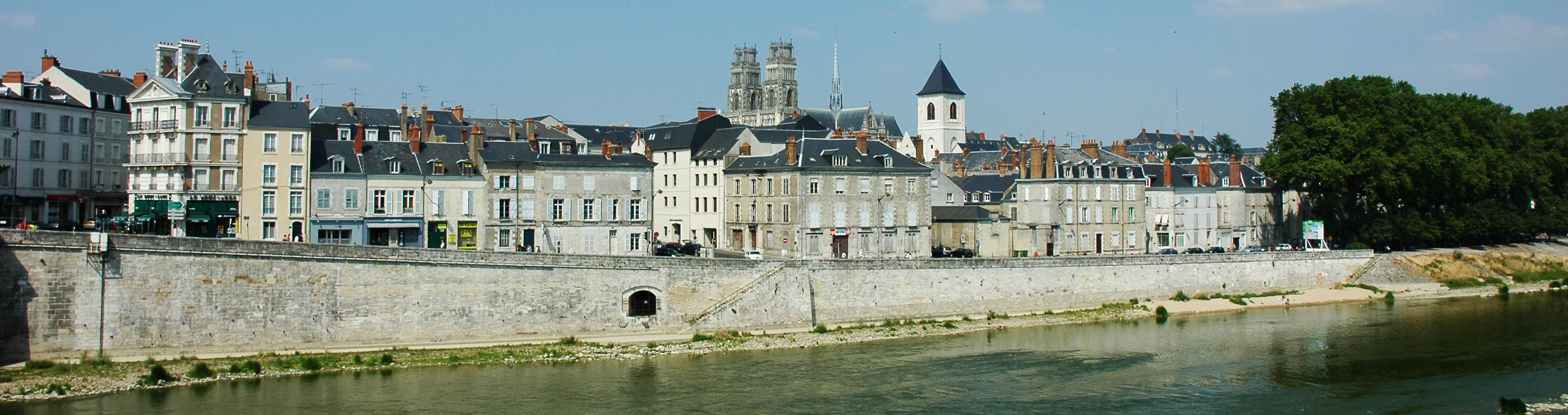
루아르 강변의 오를레앙

오를레앙(프랑스어: Orléans)은 프랑스의 도시이며 상트르발드루아르 레지옹과 루아레주의 중심 도시이다. 파리에서 남서쪽으로 130km가량 떨어져 있다.

## 지리역사적 특징
오를레앙(Orléans)은 루아레(Loiret)의 주도로 북쪽으로는 보스(Beauce) 평야와 오를레앙 숲이 위치하고 남쪽으로는 솔로뉴(Sologne)와 연못이 자리잡고 있다. 오를레앙은 루아르 강 유역의 대표적인 도시로 전설적인 역사와 풍부한 문화 유산이 자리잡고 있다. 식초, 겨자, 마르멜로 잼은 오를레앙의 대표적인 특산품이다. 오늘날의 오를레앙은 역동적인 도시로 도시에 활기가 넘친다. 오랜 역사와 문화, 관광을 배경으로 한 경제, 과학, 대학교가 발달해 있다.
프랑스 중부, 루아르의 도시. 갈리아 시대부터 번영하였으나 현존하는 주요 건축물은 고딕 시대 이후의 것. 생 크루아 대성당은 13세기 말에 아프시스부터 재건공사가 시작되어 15세기 말부터 16세기 초두에 완성을 보았으나, 종교전쟁으로 파괴되어 17세기에 다시 수복되고 18세기에는 고딕 양식으로 서쪽 정면을 건조하여 완성되었다. 생 테니얀 성당은 11세기의 크리프타 위에 15세기에 건설된 건물이며 내진과 수랑이 현존한다. 구(舊) 시청을 점하는 미술관(근대회화 ∙ 조각)과 역사미술관(갈로로망 시대의 조각 등)이 있다.
15세기, 백년전쟁(1338∼1453) 때는 아르마냐크파를 지지하고 부르고뉴파에 대항, 영국군에게 포위되었으나 잔 다르크(오를레앙의 소녀)의 출현으로 1429년 5월 극적으로 해방되었다. 이 싸움을 기념하여 현재에도 5월 7, 8일에는 성대한 축제가 열린다. 워털루전투(1815)가 있은 뒤, 그리고 프로이센·프랑스 전쟁(1870∼1871) 때 프로이센군에게 점령되었다. 511년 이후 종종 종교회의의 개최지가 되고 14세기 초에는 대학이 세워졌다.

## 인구
| 연도 | 인구   | ±% p.a. |
| ---- | ------ | ------- |
| 1793 | 51,500 | —       |
| 1800 | 41,937 | −2.89%  |
| 1806 | 42,651 | +0.28%  |
| 1821 | 40,233 | −0.39%  |
| 1831 | 40,161 | −0.02%  |
| 1836 | 40,272 | +0.06%  |
| 1841 | 42,584 | +1.12%  |
| 1846 | 45,788 | +1.46%  |
| 1851 | 47,393 | +0.69%  |
| 1856 | 46,922 | −0.20%  |
| 1861 | 50,798 | +1.60%  |
| 1866 | 49,100 | −0.68%  |
| 1872 | 48,976 | −0.04%  |
| 1876 | 52,157 | +1.59%  |
| 1881 | 57,264 | +1.89%  |
| 1886 | 60,826 | +1.21%  |
| 1891 | 63,705 | +0.93%  |
| 1896 | 66,699 | +0.92%  |

| 연도 | 인구    | ±% p.a. |
| ---- | ------- | ------- |
| 1901 | 67,311  | +0.18%  |
| 1906 | 68,614  | +0.38%  |
| 1911 | 72,096  | +0.99%  |
| 1921 | 69,048  | −0.43%  |
| 1926 | 70,611  | +0.45%  |
| 1931 | 71,606  | +0.28%  |
| 1936 | 73,155  | +0.43%  |
| 1946 | 70,240  | −0.41%  |
| 1954 | 76,439  | +1.06%  |
| 1962 | 84,233  | +1.22%  |
| 1968 | 95,828  | +2.17%  |
| 1975 | 106,246 | +1.49%  |
| 1982 | 102,710 | −0.48%  |
| 1990 | 105,111 | +0.29%  |
| 1999 | 113,126 | +0.82%  |
| 2007 | 113,234 | +0.01%  |
| 2012 | 114,286 | +0.19%  |
| 2017 | 116,685 | +0.42%  |

|  | 기술적 문제로 인해 그래프를 일시적으로 사용할 수 없습니다. 파브리케이터와 미디어위키 위키에 더 자세한 정보가 있습니다. |

## 기후
| 오를레앙의 기후                                                  | 오를레앙의 기후 | 오를레앙의 기후 | 오를레앙의 기후 | 오를레앙의 기후 | 오를레앙의 기후 | 오를레앙의 기후 | 오를레앙의 기후 | 오를레앙의 기후 | 오를레앙의 기후 | 오를레앙의 기후 | 오를레앙의 기후 | 오를레앙의 기후 | 오를레앙의 기후 |
| 월                                                               | 1월             | 2월             | 3월             | 4월             | 5월             | 6월             | 7월             | 8월             | 9월             | 10월            | 11월            | 12월            | 연간            |
| ---------------------------------------------------------------- | --------------- | --------------- | --------------- | --------------- | --------------- | --------------- | --------------- | --------------- | --------------- | --------------- | --------------- | --------------- | --------------- |
| 역대 최고 기온 °C (°F)                                           | 16.6 (61.9)     | 21.9 (71.4)     | 26.5 (79.7)     | 29.8 (85.6)     | 32.7 (90.9)     | 37.9 (100.2)    | 41.3 (106.3)    | 39.9 (103.8)    | 35.0 (95.0)     | 30.1 (86.2)     | 21.8 (71.2)     | 18.6 (65.5)     | 41.3 (106.3)    |
| 일평균 최고 기온 °C (°F)                                         | 7.1 (44.8)      | 8.5 (47.3)      | 12.6 (54.7)     | 16.0 (60.8)     | 19.6 (67.3)     | 23.1 (73.6)     | 25.8 (78.4)     | 25.8 (78.4)     | 21.7 (71.1)     | 16.5 (61.7)     | 10.9 (51.6)     | 7.5 (45.5)      | 16.3 (61.3)     |
| 일일 평균 기온 °C (°F)                                           | 4.4 (39.9)      | 4.9 (40.8)      | 7.9 (46.2)      | 10.6 (51.1)     | 14.2 (57.6)     | 17.5 (63.5)     | 19.7 (67.5)     | 19.7 (67.5)     | 16.1 (61.0)     | 12.4 (54.3)     | 7.7 (45.9)      | 4.8 (40.6)      | 11.7 (53.1)     |
| 일평균 최저 기온 °C (°F)                                         | 1.7 (35.1)      | 1.3 (34.3)      | 3.3 (37.9)      | 5.2 (41.4)      | 8.8 (47.8)      | 11.8 (53.2)     | 13.6 (56.5)     | 13.6 (56.5)     | 10.5 (50.9)     | 8.2 (46.8)      | 4.5 (40.1)      | 2.1 (35.8)      | 7.0 (44.6)      |
| 역대 최저 기온 °C (°F)                                           | −19.8 (−3.6)    | −16.4 (2.5)     | −12.9 (8.8)     | −5.4 (22.3)     | −3.0 (26.6)     | 0.8 (33.4)      | 3.7 (38.7)      | 4.2 (39.6)      | −0.8 (30.6)     | −4.5 (23.9)     | −15.3 (4.5)     | −16.5 (2.3)     | −19.8 (−3.6)    |
| 평균 강수량 mm (인치)                                            | 48.1 (1.89)     | 44.9 (1.77)     | 44.2 (1.74)     | 47.2 (1.86)     | 63.0 (2.48)     | 51.0 (2.01)     | 57.2 (2.25)     | 50.5 (1.99)     | 51.3 (2.02)     | 59.3 (2.33)     | 60.3 (2.37)     | 58.5 (2.30)     | 635.5 (25.02)   |
| 평균 강수일수 (≥ 1.0 mm)                                         | 10.4            | 9.7             | 8.8             | 9.1             | 10.0            | 8.0             | 7.3             | 6.8             | 7.7             | 9.8             | 10.8            | 11.1            | 109.4           |
| 평균 상대 습도 (%)                                               | 89              | 85              | 79              | 74              | 76              | 74              | 72              | 72              | 77              | 84              | 89              | 90              | 80              |
| 평균 월간 일조시간                                               | 64.1            | 90.9            | 146.1           | 185.8           | 214.7           | 220.1           | 232.0           | 228.5           | 184.5           | 121.4           | 73.8            | 60.9            | 1,822.6         |
| 출처 1: 프랑스 기상청 (평년값: 1991년~2020년, 극값: 1938년~현재) |                 |                 |                 |                 |                 |                 |                 |                 |                 |                 |                 |                 |                 |
| 출처 2: Infoclimat.fr (상대습도: 1961년~1990년)                  |                 |                 |                 |                 |                 |                 |                 |                 |                 |                 |                 |                 |                 |

## 주요 행사
루아르 축제(Le Festival de Loire 9월) 500여명의 선원이 오를레앙 강의 유서 깊은 항구에서 5일 동안 축제를 연다. 200여척 이상의 전통적인 범선들은 루아르(Loire)에서 수상 시범을 보이며, 축제에 동참한다. 강변을 산책하거나 보트 승선 체험, 수상 창 시합 등에 동참 할 수도 있다. 그 외에도 지방 미식 체험과 전통 공예품 등을 축제 중에 경험 할 수 있으며, 매일 밤 화려한 공연들을 다양하게 관람 할 수 있다. - 오를레앙’재즈(Orléans’Jazz), 오를레앙 재즈 축제(6월) - 조아니크 축제(Les Fêtes Johanniques), 1429년 5월8일 잔 다르크(Jeanne d’Arc)의 오를레앙 해방을 기념하기 위한 축제로 연중 가장 주요한 오를레앙의 축제이다(5월)

## 자매결연 도시
- 던디(스코틀랜드, 영국)
- 트레비소(이탈리아)
- 뮌스터(독일)
- 크리스티안산(노르웨이)
- 위치토(미국)
- 타라고나(에스파냐)
- 생플루르(프랑스)
- 우쓰노미야시(일본)
- 루고지(루마니아)
- 파라쿠(베냉)
- 강진군(대한민국)

## 같이 보기
- 오를레앙가
- 오를레앙파
- 가톨릭 오를레앙 교구